# La isla de Flora
La isla de Flora es la primera serie infantil de marionetas de Andalucía, emitida por Canal Sur Televisión.

## Historia
Fue creada para enseñar a niños de 2 a 6 años jugando con bloques temáticos, personajes y títeres como Flora, Cuco, Tico, Ulises, «Bigotoff» o Mimo, siguiendo los estándares de preescolar. Dirigida por Joaquín Arbide, creada por la compañía "Factoría de trapos" y la compañía de títeres "Atiza", producida entre 1991 y 1993. Emitió un total de 250 capítulos.
En 2017, Miguel Rodríguez Pérez junto con José Luis Rodríguez crearon 'La isla', un documental de 55 min, en el cual se proponía un viaje a la infancia de muchos, intercalando cintas VHS y Super-8. Un sondeo en el subconsciente de una generación, con la intención de trabajar aquellos materiales olvidados para traerlos al presente y también un homenaje emocional a la familia del autor.